# NGC 7513
NGC 7513 este o galaxie situată în constelația Sculptorul. A fost descoperită în 24 septembrie 1864 de către Albert Marth. Se află la o distanță de 17,14 megaparseci de Pământ.